# Favartia vittata
Favartia (Favartia) vittata là một loài ốc biển, một động vật thân mềm chân bụng sống ở biển thuộc họ Muricidae, họ ốc gai.

## Miêu tả
Kích thước vỏ dao động từ 15 mm đến 35 mm.

## Phân bố
Loài này phân bố ở Vịnh California, (W Mexico) và ở Thái Bình Dương dọc theo Peru và Galápagos.